# Jasper van der Lanen
Jasper van der Lanen, ou van der Laanen, né à Anvers en 1585 et mort à Anvers en 1634, est un peintre flamand de l'âge baroque.

## Biographie
Il est élève de Nicolaas Geerts en 1607 et devient membre de la guilde de Saint-Luc d'Anvers en 1615. Il épouse Elisabeth Roumbouts en 1624 à l'église Saint-Joris (nl) et le peintre Abraham Govaerts est son témoin. Il travaille dans l'atelier de ce dernier et le reprendra après la mort de Govaerts. Les deux peintres sont surtout connus pour leurs paysages, mais van der Lanen se distingue de son maître et ami par le traitement des frondaisons.

## Quelques œuvres
- Paysage avec Pyrame et Thisbé, huile sur toile, 28 x 40 cm
- Paysage de forêt avec des voyageurs sur un sentier, huile sur toile, 15,5 × 21,1 cm, 1610-1626[2]
- Les Filles de Cécrops délivrent Érichthonios, huile sur cuivre, 55 x 73 cm, vers 1620, collection privée[3]
- Paysage avec Diane et ses nymphes chasseresses, huile sur bois, 83 × 118 cm, Musée national des beaux-arts de Buenos Aires[4]
- Paysage avec cavaliers, huile sur bois, 45,3 × 74,5 cm, 1620-1630, Musée Czartoryski, Cracovie[5]